# William James Beal
William James Beal (11 mars 1833 - 12 mai 1924) est un botaniste américain. Il fut un pionnier dans le développement du maïs hybride et le fondateur du jardin botanique W.J. Beal.

## Biographie
William James Beal est né à  Adrian (Michigan), de William et Rachel (Comstock) Beal.
Ses parents étaient des pionniers Quaker, colons et agriculteurs, de l'État de New York. William James Beal a grandi dans des terres  boisées entourées de plantes et d'animaux sauvages. Il s'est marié avec Hannah Proud en 1863. Il est parti en retraite à Amherst (Massachusetts), où il est mort en 1924

## Formation
William James Beal a fréquenté l'université du Michigan, où il a obtenu un diplôme B.B. en 1859 et un diplôme A.M. en 1862. il a également obtenu un diplôme S.B. à l'université Harvard en 1865, un diplôme M.S. à l'université de Chicago en 1875, et divers diplômes honorifiques. De 1858 à 1861, il a enseigné les sciences naturelles à la  Friends Academy à Union Springs (New York)̺,.

## Recherche au Collège d'agriculture du Michigan
Après avoir été brièvement professeur de botanique à l'université de Chicago de 1868 à 1870, William James Beal travailla au Michigan Agricultural College (MAC, actuellement université d'État du Michigan), où il fut professeur de botanique (1871-1910) et conservateur du musée (1882-1903). Pendant son séjour au MAC, il a pris des dispositions pour que Liberty Hyde Bailey travaille comme assistant d'Asa Gray à l'université Harvard pendant deux ans en 1883-1884.
Il a également servi comme directeur de la Commission forestière de l'État (1889-1892). Il fut l'un des principaux animateurs du mouvement expérimental de la botanique agricole au collège.
Ses recherches au MAC consistaient à appliquer la pollinisation croisée pour améliorer le rendement du maïs indien à 8 rangs en obtenant un maïs hybride à 24 rangs. Ses contributions en ont fait « l'un des pionniers du développement du maïs hybride » à la fin du XIXe siècle.
En utilisant ses techniques, W.J. Beal a été capable de produire des cultivars plus précoces, plus rustiques, plus vigoureux et qui avaient de « meilleures qualités » que les variétés traditionnellement cultivées.
Il a mené ces expériences à partir de 1878. Il a également conduit au collège  les premières expériences sur les graminées à gazon en 1880.
W.J. Beal s'est rendu au Collège agricole du Michigan pour la première fois en 1870. Il devait professer un cours de botanique pendant l'été. À cette époque, Lansing comptait 1 541 résidents et l'ajout d'une nouvelle salle sur le campus a permis au collège d'accueillir 150 étudiants, comparativement aux 82 étudiants précédemment hébergés. Il a décrit le collège comme étant « jeune, pauvre et petit ». En raison d'un manque de professeurs, W.J. Beal a dû enseigner plusieurs matières. En plus de transmettre sa passion de la botanique, il a également enseigné l'anglais, l'histoire et le génie civil.
Son successeur au Collège agricole du Michigan, P.G. Holden, a rendu hommage au travail de W.J. Beal en déclarant : « "De son expérience originale est venu le miracle du XXe siècle, le maïs hybride. »
W.J. Beal a fondé en 1877 le jardin botanique W. J. Beal de l'université d'État du Michigan, ce qui en fait le plus ancien jardin botanique exploité en continu aux États-Unis.
L'œuvre de W.J. Beal a été inspirée par de nombreux scientifiques influents de la fin du XIXe siècle. Il est arrivé à Harvard pour achever un diplôme de premier cycle trois ans seulement après la publication de l'Origine des espèces par Charles Darwin. Emerson, Lowell et Holmes étaient encore en train d'écrire et de donner des conférences, et Thoreau était encore en vie. Beal les a tous entendus en tant que jeune étudiant du Michigan. Les recherches révolutionnaires de Darwin et les écrits d'Emerson, Lowell, Holmes et Thoreau ont certainement inspiré le jeune Beal lorsqu'il finissait ses études à Harvard puis menait ses recherches au Collège agricole du Michigan. Les recherches de Darwin sur l'hérédité en particulier semblent avoir influencé les travaux de W.J. Beal sur le développement du maïs hybride.
Il créa en 1887, avec le professeur Rolla C. Carpenter, « Collegeville », premier quartier de la future ville d'East Lansing (Michigan).

## Expérience de long terme sur la germination
William James Beal  a commencé en 1879 l'une des plus longues expériences menées en botanique, expérience destinée à évaluer la longévité des graines et leur vitalité à long terme. Il a rempli 20 bouteilles avec un mélange de sable et de graines, chaque bouteille contenant 50 graines provenant de 21 espèces de plantes. Puis les bouteilles ont été enterrées, le goulot orienté vers le bas pour exclure l'eau. Le principe de l'expérience était de déterrer une des bouteilles tous les cinq ans, de semer les graines et d'observer combien de ces graines allaient germer. Les expérimentateurs ultérieurs ont prolongé l'expérience en n'ouvrant une bouteille qu'une fois tous les dix ans, et plus tard, tous les vingt ans. La bouteille la plus récemment exhumée l'a été en 2000, 2 des 21 espèces végétales ayant germé. L'expérience est toujours en cours, la prochaine bouteille devant être testée le sera en 2020, la fin de l'étude étant prévue en 2100,,,,.

## Publications
W.J. Beal est l'auteur de The New Botany (1882), Grasses of North America (1887), Seed Dispersal (1898) et History of Michigan Agricultural College (1915).

## Citation
« Apprendre simplement le nom d'une plante ou de parties d'une plante ne peut plus être considéré comme une formation de valeur ».